# Mesechites trifidus
Mesechites trifidus là một loài thực vật có hoa trong họ La bố ma. Loài này được (Jacq.) Müll.Arg. mô tả khoa học đầu tiên năm 1860.